# Regio TV Rotterdam
Regio TV Rotterdam is een Nederlandse omroeporganisatie voor televisie in de regio Rijnmond en Rotterdam.
De zender is opgenomen in de zenderpakketten van UPC en CAI Bleiswijk. Op 8 februari 2009 zijn de uitzendingen gestart.
Het initiatief voor de zender is gestart vanuit een productiebedrijf. Mede doordat de vraag naar regionale programma’s waarbij ook de achtergronden uit het nieuws worden belicht groot is.